# Arquidiócesis de Lucca
La arquidiócesis de Lucca (en latín: Archidioecesis Lucensis y en italiano: Arcidiocesi di Lucca) es una circunscripción eclesiástica de la Iglesia católica en Italia. Se trata de una arquidiócesis latina inmediatamente sujeta a la Santa Sede. Desde el 19 de enero de 2019 su arzobispo es Paolo Giulietti.

## Territorio y organización

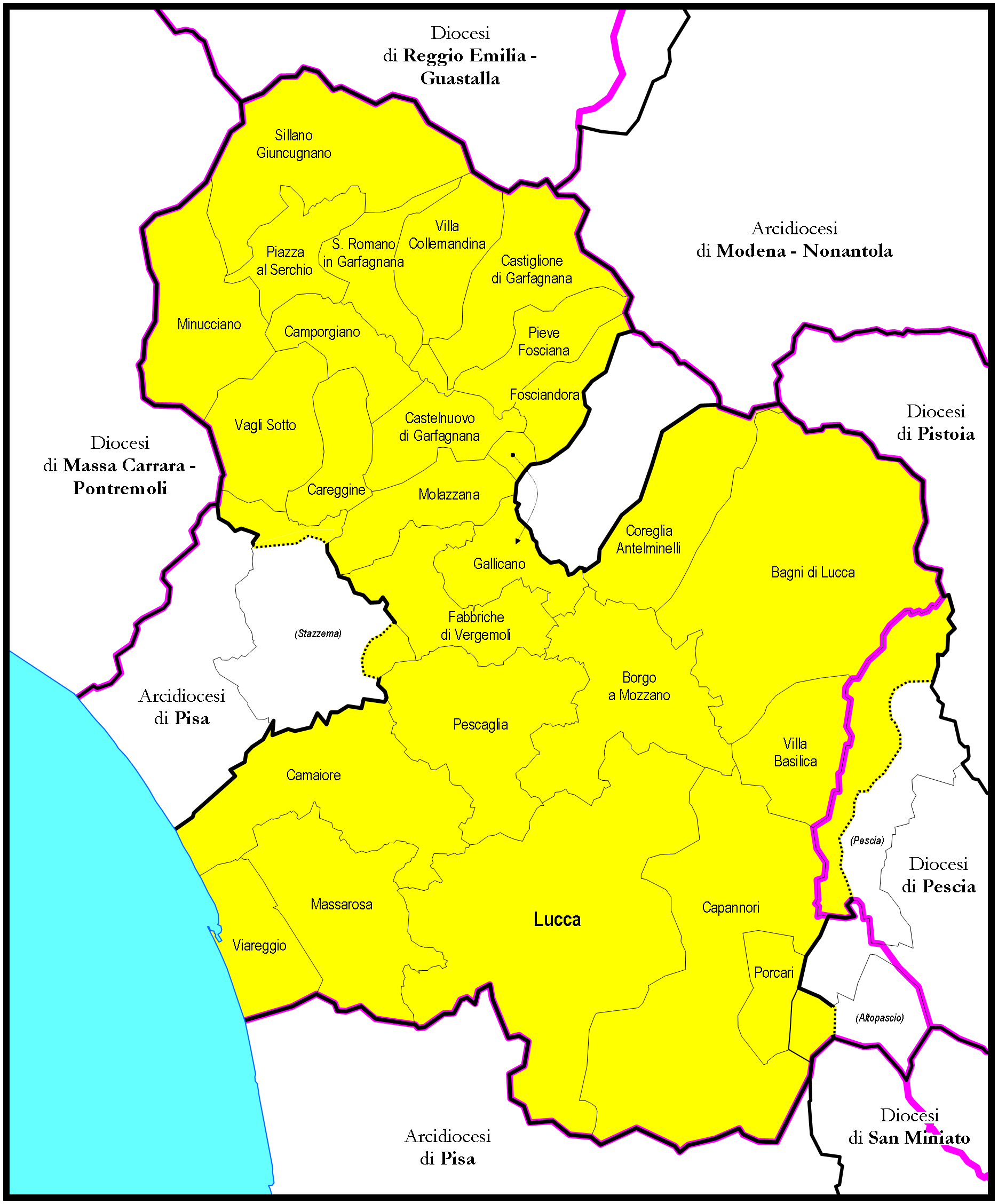
Mapa de la arquidiócesis

La arquidiócesis tiene 1520 km² y extiende su jurisdicción sobre los fieles católicos de rito latino residentes en la provincia de Lucca en la región de Toscana, a excepción de una parte del municipio de Altopascio (del cual incluye sólo la aldea de Badia Pozzeveri) y del de Montecarlo, que pertenecen a la diócesis de Pescia y los municipios de Barga, Forte dei Marmi, Pietrasanta, Seravezza y parte de Stazzema, que pertenecen a la arquidiócesis de Pisa. La parte occidental del municipio de Pescia en la provincia de Pistoya también forma parte de la arquidiócesis de Lucca (parroquias de Collodi, Veneri, Aramo, Fibbialla di Medicina, Medicina, Pontito, San Quirico di Valleriana y Stiappa).

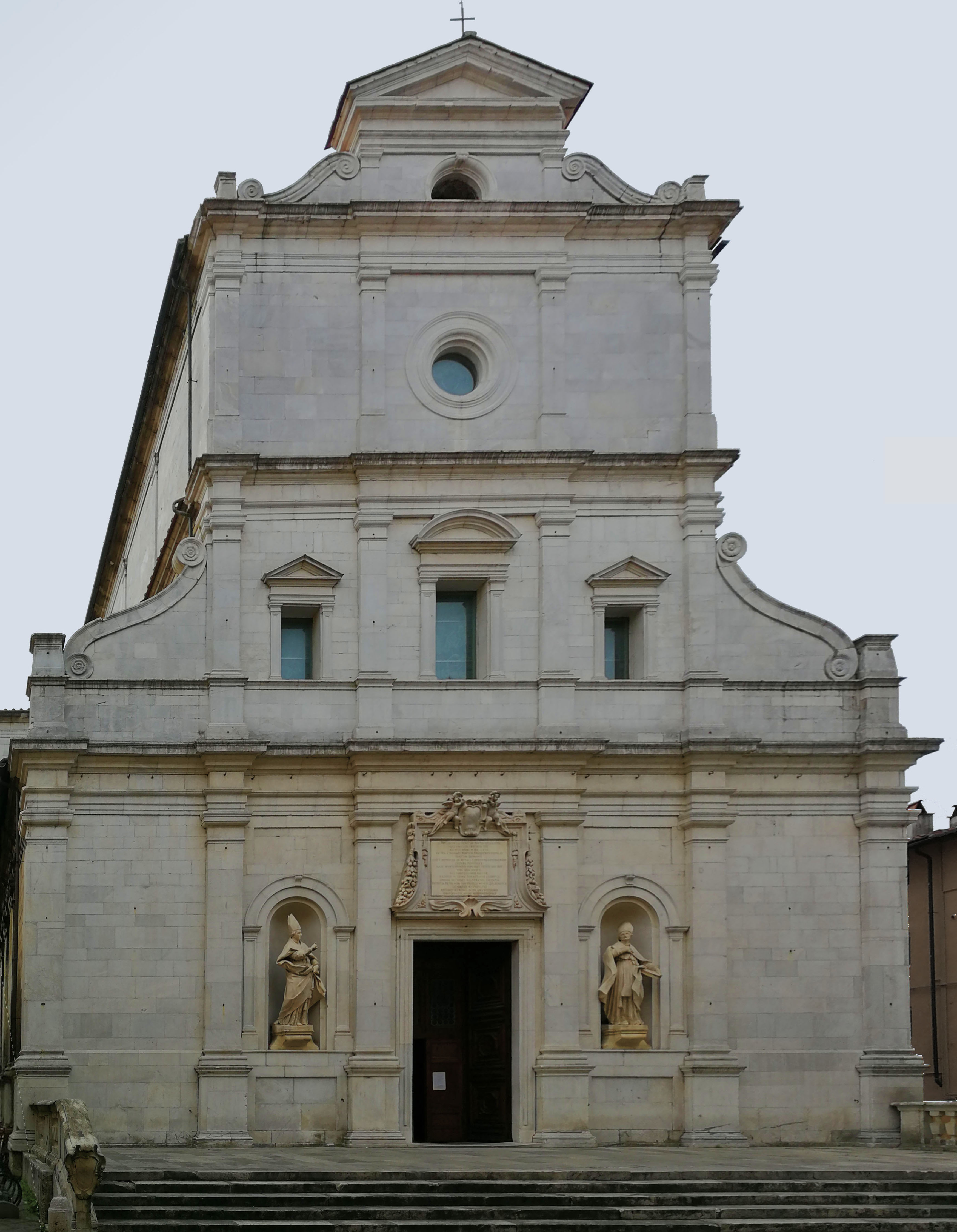
Basílica de los Santos Paulino y Donato, en Lucca

La sede de la arquidiócesis se encuentra en la ciudad de Lucca, en donde se halla la Catedral de San Martín y las basílicas menores de los Santos Paulino y Donato y de San Frediano. En Viareggio se encuentran las basílicas menores de San Andrés y de San Paulino.

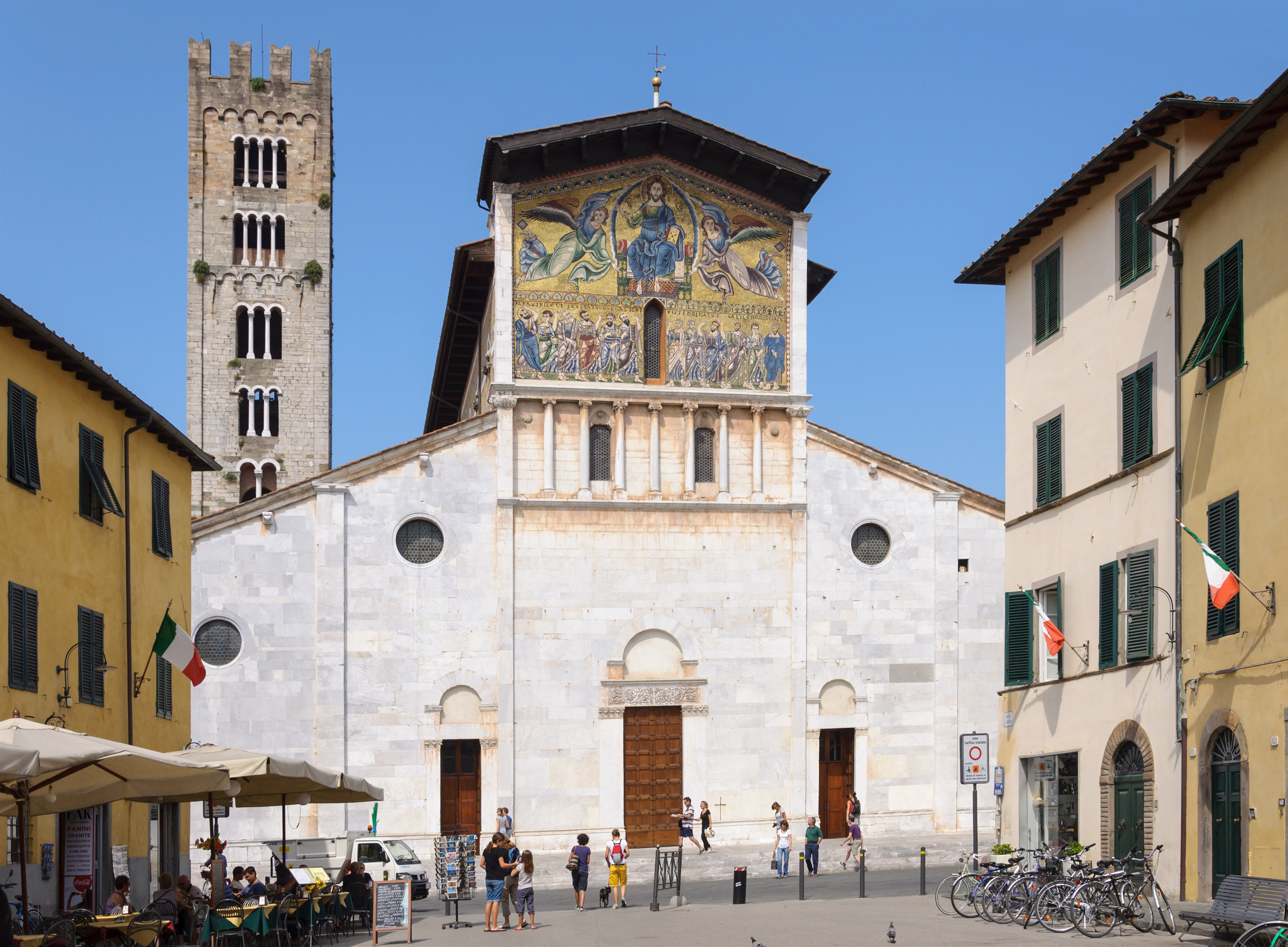
Basílica de San Frediano, en Lucca

En 2021 en la arquidiócesis existían 362 parroquias agrupadas en 11 zonas pastorales:
Área Sinodal de Lucca
1. Zona urbana de Lucca: 10 parroquias
2. Zona suburbana I: 23 parroquias
3. Zona de Moriano: 25 parroquias
4. Zona de Valfreddana: 23 parroquias

Área Sinodal de Capannori
1. Zona suburbana II: 24 parroquias
2. Zona suburbana III: 18 parroquias
3. Zona de Segromigno, Villa Basilica, Valleriana: 24 parroquias

Área Sinodal de Castelnuovo-Bagni di Lucca
1. Zona de la Garfagnana: 108 parroquias
2. Zona de Valdiserchio: 60 parroquias

Área Sinodal de Camaiore, Massarosa, Viareggio
1. Zona de Camaiore-Massarosa: 33 parroquias

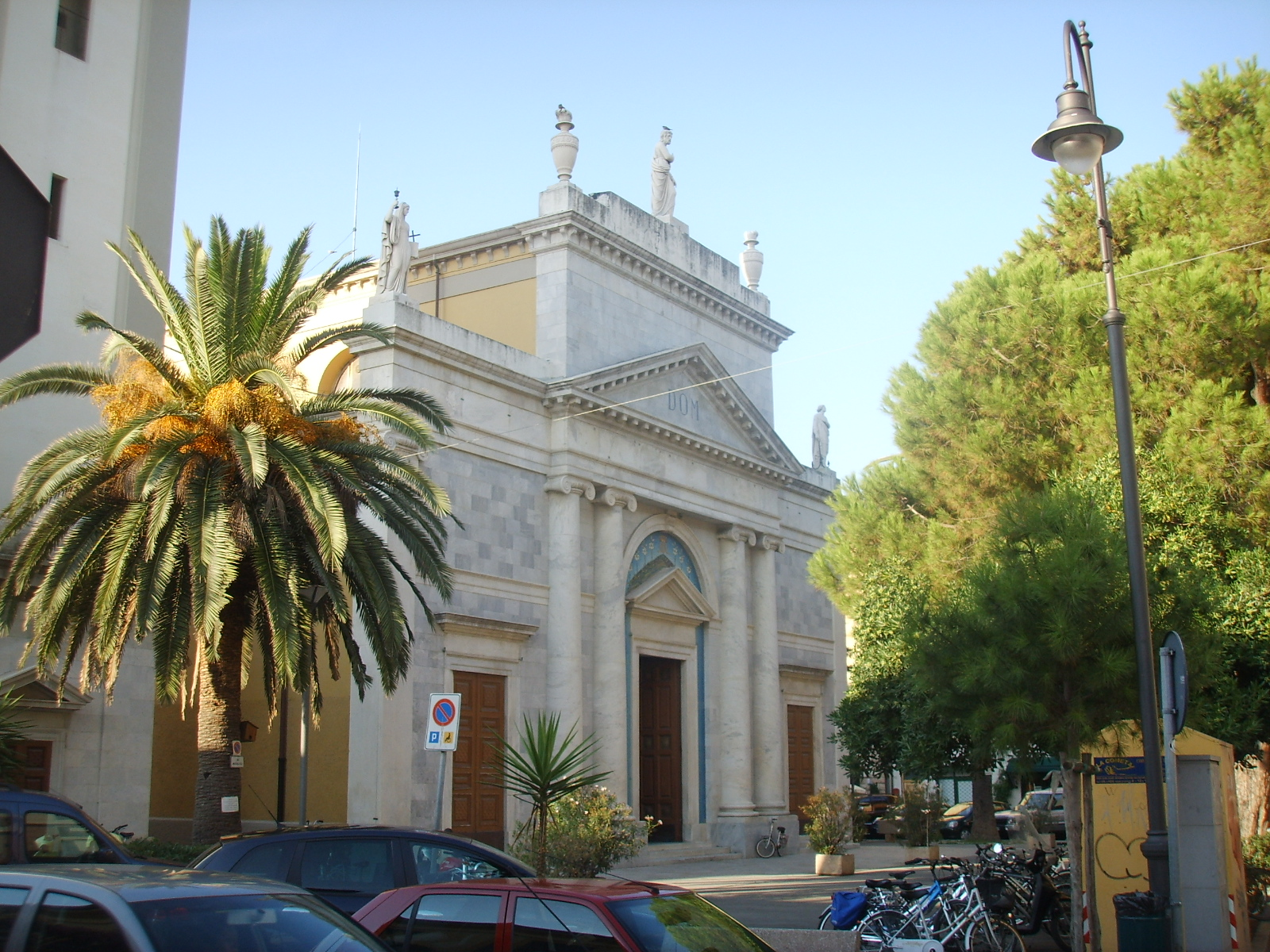
Basílica de San Andrés, en Viareggio

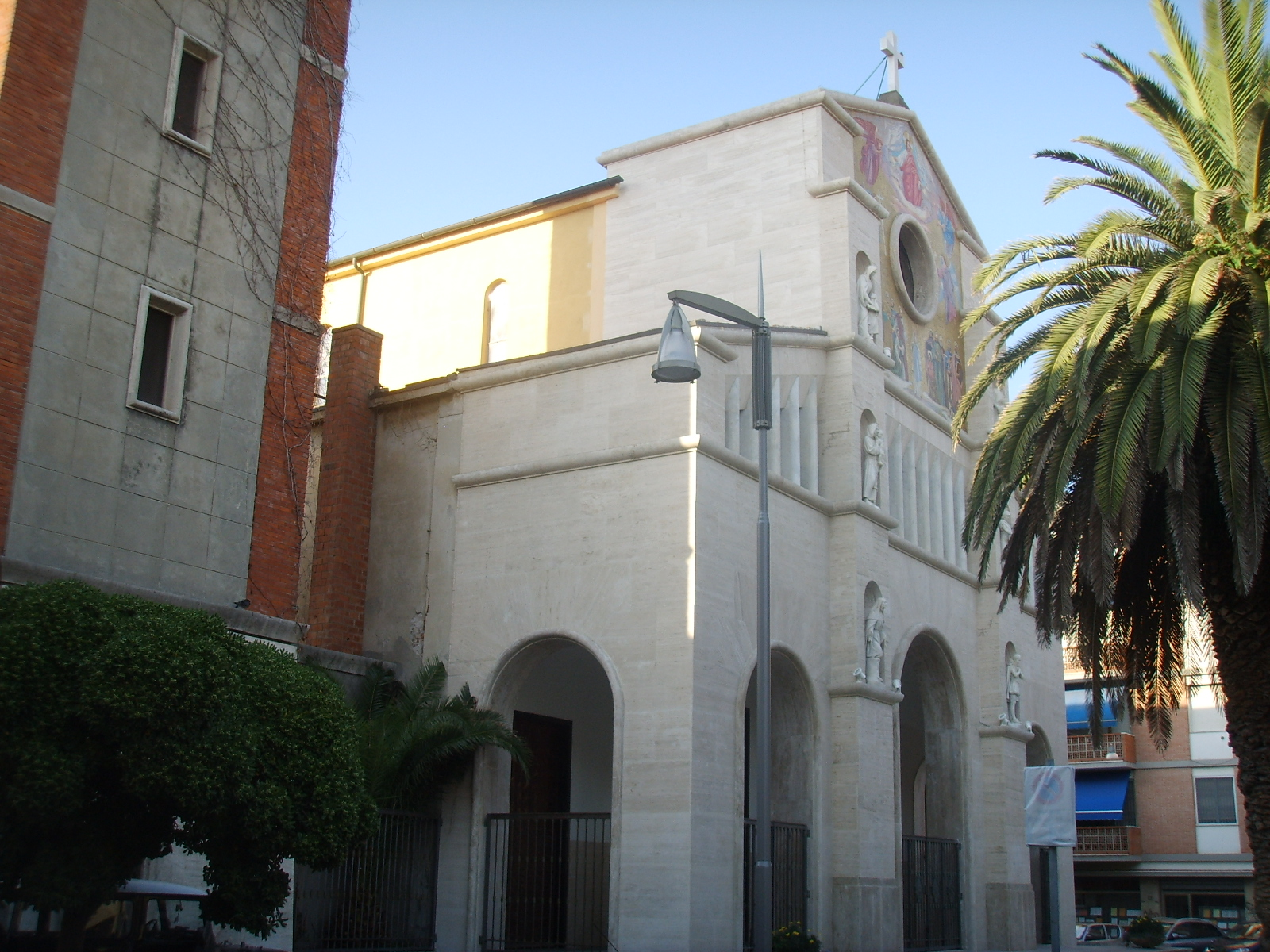
Basílica de San Paulino, en Viareggio

2. Zona de Viareggio: 14 parroquias

## Historia
La diócesis de Lucca fue erigida en el siglo I. Según la tradición, el protoobispo habría sido san Paulino, enviado a Lucca por el apóstol Pedro y martirizado en tiempos del emperador Nerón.
Un catálogo episcopal de Lucca, descubierto entre los manuscritos de los archivos capitulares, enumera los nombres de 15 obispos. De ellos, seis obispos se encuentran también en otras fuentes: esto hace plausible la autenticidad histórica de los otros nueve. Todos son anteriores a mediados del siglo VII: de hecho el catálogo no menciona al obispo Leto, que firmó el sínodo de Roma en 649, ni al obispo Eleuterio, presente en otro sínodo romano en 680.
Históricamente la mención más antigua de un obispo de Lucca es la de Maximus a Tuscia de Luca, que firmó las actas del Concilio de Sárdica (circa 343). Las investigaciones arqueológicas atestiguan la antigüedad de la iglesia de Lucca, gracias a las excavaciones realizadas bajo la basílica de Santa Reparata, que sacaron a la luz los restos de un baptisterio que data del siglo IV y de una basílica de tres naves que data del siglo V.
Desde el principio la sede episcopal estuvo inmediatamente sujeta a la Santa Sede.
En 683 se consagró la iglesia dedicada a san Frediano, construida sobre una más antigua dedicada a los santos mártires Lorenzo, Vicente y Esteban. Ese mismo año la iglesia fue confiada a los monjes dirigidos por el abad Babbino. Luego fue reconstruida en el siglo XII y consagrada por el papa Eugenio III.
Con la ocupación lombarda, Lucca se convirtió en la sede de un importante ducado y en los años siguientes el territorio de la diócesis se amplió significativamente. En efecto, hacia el sur, a través del Valdarno medio, la jurisdicción de los obispos de Lucca llegaba a Valdera y Val d'Elsa y alcanzaba la Maremma hasta Roselle, la actual Grosseto y, en la costa, los centros de Gualdo, Populonia y Monteverde. Numerosas propiedades abaciales situadas en el territorio de Siena también pertenecían a la jurisdicción de Lucca. La diócesis de Lucca limitaba al este con la diócesis de Pistoya y Florencia; hacia el sur tocaba el bajo Valdarno, el Val d'Elsa y el Val d'Era con los territorios de Montopoli, Santa Croce sull'Arno y Fucecchio, y el castillo de San Miniato al Tedesco; al norte con la antigua Luni y la diócesis de Módena; al oeste con la diócesis de Pisa. La descripción más antigua de la diócesis data de 1260 y está contenida en el Libellus extimi Lucane Dyocesis, un documento que enumera todas las iglesias, monasterios y lugares de culto con ingresos, elaborado con motivo de la recaudación de un diezmo papal.
La catedral, dedicada a san Martín de Tours, fue consagrada en 1070 por el papa Alejandro II, que también era obispo de Lucca.
En 1120 el papa Calixto II concedió a los obispos de Lucca el uso del palio, el pileolo o solideo rojo (en aquella época insignia cardenalicia) y la cruz procesional metropolitana. Otro privilegio singular fue la quema de estopa en el Gloria durante la misa pontifical. En 1387 el emperador Carlos IV del Sacro Imperio Romano Germánico concedió a los obispos de Lucca el derecho de otorgar títulos in utroque jure, filosofía y medicina, nombrar notarios y caballeros y legitimar a los bastardos.
Los obispos de Lucca disfrutaron de los títulos de príncipes del Sacro Imperio Romano Germánico, conde Palatino, conde de Diecimo, Piazza y Sala di Garfagnana. En 1726 la jurisdicción temporal sobre las tierras del llamado Condado Episcopal, que los obispos habían tenido como antiguos privilegios imperiales desde la Edad Media, fue vendida a la República de Lucca.
Con el nacimiento del Gran Ducado de Toscana, al que Lucca permaneció ajena, la enorme diócesis fue progresivamente desmembrada por razones eminentemente políticas. De hecho, tras siglos de ajustes, el territorio diocesano acabó haciéndose coincidir con el de la República de Lucca. El papa Benedicto XIII el 17 de marzo de 1727 erigió la diócesis de Pescia: la antigua parroquia, con más de 60 iglesias en Valdinievole y Valleriana, había sido elevada a la dignidad de prepositura nullius dioecesis por el papa León X el 25 de septiembre de 1519. El papa Gregorio XV el 9 de diciembre de 1622, a instancia de María Magdalena de Austria, gran duquesa de Toscana, extrajo 118 iglesias de la jurisdicción del obispo de Lucca para erigir la diócesis de San Miniato mediante la bula Pro excellenti.
El 11 de septiembre de 1726 la diócesis fue elevada al rango de arquidiócesis no metropolitana, con la bula Inscrutabili divinae del papa Benedicto XIII.
El 26 de mayo de 1754 el papa Benedicto XIV concedió a la República de Lucca el privilegio, durante la vacancia de la sede, de presentar una terna de nombres, de la cual el pontífice luego elegía al futuro arzobispo. El primer arzobispo nombrado con ese nuevo procedimiento fue Giovanni Domenico Mansi, erudito y autor de la Sacrorum Conciliorum Nova Amplissima Collectio.
El papa Pío VI, el 18 de julio de 1789, satisfaciendo la petición de Pietro Leopoldo, gran duque de Toscana, concedió a Pisa los vicariatos de Barga y Pietrasanta y la parroquia de Ripafratta, mientras que siete parroquias que pertenecían a Pisa pasaron a Lucca: Massaciuccoli, Bozzano, Balbano, Chiatri, Quiesa, Castiglioncello, Torre del Lago.
El papa León XII, el 3 de julio de 1822, erigió la diócesis de Apuania (hoy diócesis de Massa Carrara-Pontremoli), separando de Lucca 41 parroquias y 7 curatos pertenecientes al vicariato de Garfagnana y al priorato de Castiglione. Pío IX , el 17 de diciembre de 1853 , unió las parroquias del vicariato de Gallicano con Cardoso, Bolonia, Verni, Perpoli, Campo di Perpoli, Fiattone, Lupinaia, Treppignana, Riana en la diócesis de Apuania.
Por motivos pastorales, en 1955 la parroquia de Palagnana pasó de la arquidiócesis de Pisa a la de Lucca.
El 5 de septiembre de 1992 la arquidiócesis se extendió nuevamente al vicariato de Garfagnana (incluyendo 106 parroquias), que pertenecía a la diócesis de Massa Carrara-Pontremoli mediante el decreto Pastoralis collocatio de la Congregación para los Obispos.

## Estadísticas
Según el Anuario Pontificio 2022 la arquidiócesis tenía a fines de 2021 un total de 311 455 fieles bautizados.
| Año                                                                             | Población            | Población | Población      | Sacerdotes | Sacerdotes    | Sacerdotes    | Bautizados por sacerdote | Diáconos permanentes | Religiosos | Religiosos | Parroquias |
| Año                                                                             | Bautizados católicos | Total     | % de católicos | Total      | Clero secular | Clero regular | Bautizados por sacerdote | Diáconos permanentes | Varones    | Mujeres    | Parroquias |
| ------------------------------------------------------------------------------- | -------------------- | --------- | -------------- | ---------- | ------------- | ------------- | ------------------------ | -------------------- | ---------- | ---------- | ---------- |
| 1950                                                                            | 259 227              | 259 270   | 100.0          | 538        | 415           | 123           | 481                      |                      | 151        | 177        | 248        |
| 1970                                                                            | 259 915              | 260 138   | 99.9           | 482        | 357           | 125           | 539                      |                      | 156        | 834        | 261        |
| 1980                                                                            | 277 885              | 279 035   | 99.6           | 417        | 315           | 102           | 666                      |                      | 109        | 708        | 260        |
| 1990                                                                            | 278 522              | 279 934   | 99.5           | 333        | 269           | 64            | 836                      | 3                    | 70         | 609        | 256        |
| 1999                                                                            | 302 140              | 306 774   | 98.5           | 346        | 282           | 64            | 873                      | 13                   | 77         | 535        | 362        |
| 2000                                                                            | 302 000              | 306 000   | 98.7           | 339        | 275           | 64            | 890                      | 13                   | 77         | 548        | 362        |
| 2001                                                                            | 302 000              | 308 360   | 97.9           | 342        | 280           | 62            | 883                      | 16                   | 74         | 546        | 362        |
| 2002                                                                            | 301 200              | 307 507   | 97.9           | 316        | 287           | 29            | 953                      | 16                   | 49         | 457        | 363        |
| 2003                                                                            | 293 140              | 299 972   | 97.7           | 306        | 277           | 29            | 957                      | 16                   | 50         | 452        | 363        |
| 2004                                                                            | 293 145              | 312 369   | 93.8           | 306        | 277           | 29            | 957                      | 17                   | 50         | 426        | 362        |
| 2013                                                                            | 315 200              | 323 200   | 97.5           | 203        | 186           | 17            | 1552                     | 22                   | 33         | 261        | 362        |
| 2016                                                                            | 316 900              | 323 900   | 97.8           | 193        | 178           | 15            | 1641                     | 21                   | 29         | 218        | 362        |
| 2019                                                                            | 315 200              | 322 200   | 97.8           | 193        | 178           | 15            | 1633                     | 21                   | 29         | 218        | 362        |
| 2021                                                                            | 311 455              | 318 390   | 97.8           | 193        | 178           | 15            | 1613                     | 21                   | 29         | 218        | 362        |
| Fuente: Catholic-Hierarchy, que a su vez toma los datos del Anuario Pontificio. |                      |           |                |            |               |               |                          |                      |            |            |            |

## Episcopolopio
- San Paulino † (siglo I)
- San Valerio †[nota 2]
- Massimo † (mencionado en 343 circa)[nota 3]
- San Teodoro † (antes del siglo VII)[nota 4]
- Lorenzo † (mencionado en 556 circa)[nota 5]
- Ossequenzio †[6]
- San Frigidiano (o Frediano) † (?-antes de 593 falleció)[nota 6]
- Valeriano †[nota 7]
- Paterno † (entre el siglo III y el siglo IV)
- Pisano † (entre el siglo III y el siglo IV)
- Vindicio † (entre el siglo III y el siglo IV)
- Probino † (entre el siglo III y el siglo IV)
- Aureliano † (entre el siglo III y el siglo IV)
- Nunnoso † (entre el siglo III y el siglo IV)
- Dicenzio † (entre el siglo III y el siglo IV)
- Avenzio † (entre el siglo III y el siglo IV)
- Abbondazio † (entre el siglo III y el siglo IV)
- Leto † (mencionado en 649)
- Eleuterio † (mencionado en 680)
- Felice † (antes de 685-después de 686)
- Balsari † (mencionado en 700)
- Talesperiano † (antes de 713/714-después de diciembre de 729)
- Walprando † (antes de 737-después de 754)
- Peredeo † (antes de septiembre de 755-después de febrero de 779)
- Giovanni I † (antes de septiembre de 781-después de noviembre de 800)
- Jacopo I † (antes de julio de 801-julio-noviembre de 818 falleció)
- Pietro I † (antes de junio de 819-después de enero de 834)
- Berengario I † (antes de noviembre de 837-después de junio de 843)
- Ambrogio † (antes de diciembre de 843-después de febrero de 852)
- Geremia Aldobrandeschi † (antes de diciembre de 852-después de noviembre de 867)
- Gherardo I † (antes de junio de 869-después de noviembre de 895)
- Pietro II † (antes de octubre de 896-después de octubre de 932)
- Corrado † (antes de mayo de 935-después de abril de 964)
- Aghino † (mencionado en 967)
- Adalongo † (antes de agosto de 968-después de junio de 978)
- Guido I † (antes de febrero de 979-después de octubre de 981)
- Teudigrimo † (antes de mayo de 983-después de mayo de 987)
- Isalfredo † (antes de abril de 988-después de diciembre de 989)
- Gherardo II † (antes de enero de 991-después de junio de 1003)
- Rodilando † (mencionado en 1005)
- Grimizzo † (antes de marzo de 1014-22 de octubre de 1022 falleció)
- Giovanni II † (antes de septiembre de 1023-28 de mayo de 1056 falleció)
- Anselmo I † (antes del 23 de marzo de 1057-21 de abril de 1073 falleció)[nota 8]
- San Anselmo II † (abril o mayo de 1073-18 de marzo de 1086 falleció)
- Gottifredo † (antes del 4 de julio de 1091-28 de febrero? falleció)
- Rangerio † (antes del 18 de agosto de 1097-25 de enero de 1112 falleció)
- Rodolfo † (antes del 18 de mayo de 1112-1 de diciembre de 1118 falleció)
- Benedetto I † (1 de diciembre de 1118-15 de enero de 1128 falleció)
- Uberto † (antes del 3 de marzo de 1128-después del 7 de agosto de 1135 depuesto)
- Guido II † (mencionado en 1138)
- Ottone † (antes de septiembre de 1139-después de julio de 1146 falleció)
- Gregorio † (antes del 9 de febrero de 1147-26 de febrero circa 1164 falleció)
  - Pievano † (antes de 1159-después de 1166) (antiobispo)
  - Lando † (antes del 19 de diciembre de 1167-después del 28 de enero de 1176) (antiobispo)
- Guglielmo I † (antes de 1170-después del 23 de marzo de 1194 falleció)
- Guido III † (antes del 18 de mayo de 1194-9 de mayo de 1202 falleció)
- Roberto † (antes del 31 de agosto de 1202-21 de septiembre de 1225 falleció)
  - Ricciardo † (septiembre de 1225-circa 1225 falleció) (obispo electo)[nota 9]
- Opizzone † (antes de abril de 1228-1231 depuesto)
  - Sede vacante (1231-1236)[nota 10]
- Guercio Tebalducci † (12 de diciembre de 1236-22 de noviembre de 1256 falleció)
- Enrico I † (22 de noviembre de 1256-21 de octubre de 1269 falleció)
- Pietro Angiorello, O.P. † (21 de octubre de 1269-18 de mayo de 1274 falleció) [nota 11]
- Paganello da Porcari † (9 u 11 de agosto de 1274-9 de febrero de 1300 falleció)
- Enrico II, O.F.M. † (1 de agosto de 1300-agosto de 1323 falleció)
- Guglielmo de Montalbano, O.P. † (26 de enero de 1330-8 de abril de 1349 falleció)
- Berengario Blaxini † (21 de octubre de 1349-14 de enero de 1368 falleció)
- Guglielmo Lodart † (17 de agosto de 1368-16 de junio de 1373 falleció)
- Paolo Gabrielli † (9 de enero de 1374-10 de septiembre de 1380 falleció)
- Antonio da Riparia † (29 de octubre de 1380-16 de agosto de 1383 falleció)
- Giovanni Salvucci, O.F.M. † (9 de octubre de 1383-24 de septiembre de 1393 falleció)
- Niccolò Guinigi † (31 de enero de 1394-15 de noviembre de 1435 falleció)
- Lodovico Maulini † (23 de diciembre de 1435-24 de octubre de 1440 falleció)
- Baldassarre Manni † (30 de enero de 1441-18 de enero de 1448 falleció)
- Stefano Trenta † (4 de marzo de 1448-18 de septiembre de 1477 falleció)
  - Giacomo Ammannati Piccolomini † (24 de septiembre de 1477-10 de septiembre de 1479 falleció) (administrador apostólico)
- Niccolò Sandonnini † (15 de noviembre de 1479-19 de julio de 1499 falleció)
- Felino Sandei † (19 de julio de 1499 por sucesión-noviembre de 1499 renunció)
- Giuliano della Rovere † (noviembre de 1499-29 de agosto de 1501 renunció)
- Felino Sandei † (29 de agosto de 1501-6 de septiembre de 1503 falleció) (por segunda vez)
- Galeotto Franciotti della Rovere † (octubre o noviembre de 1503-11 de septiembre de 1508[7] falleció)
  - Sisto Gara della Rovere † (11 de septiembre de 1508-4 de marzo de 1517 renunció) (administrador apostólico)
- Leonardo Grosso della Rovere † (4 de marzo de 1517-9 de marzo de 1517 renunció)
  - Raffaele Riario della Rovere † (9 de marzo de 1517-13 de noviembre de 1517 renunció) (administrador apostólico)
- Francesco Riario-Sforza † (13 de noviembre de 1517-mayo de 1546 falleció)
- Bartolomeo Guidiccioni † (26 de mayo de 1546-4 de noviembre de 1549 falleció)
- Alessandro Guidiccioni il vecchio † (4 de noviembre de 1549 por sucesión-1600 renunció)
- Alessandro Guidiccioni el Joven † (27 de noviembre de 1600-16 de marzo de 1637 falleció)
- Marcantonio Franciotti † (30 de marzo de 1637-31 de julio de 1645 renunció)
- Giavanbattista Rainoldi † (31 de julio de 1645-26 de diciembre de 1649 falleció)
- Pietro Rota † (27 de junio de 1650-12 de febrero de 1657 falleció)
- Girolamo Buonvisi † (28 de mayo de 1657-20 de febrero de 1677 falleció)
- Giulio Spinola † (8 de noviembre de 1677-25 de septiembre de 1690 renunció)
- Francesco Buonvisi † (27 de septiembre de 1690-22 de agosto de 1700 falleció)
- Orazio Filippo Spada † (15 de diciembre de 1704-17 de enero de 1714 nombrado arzobispo a título personal de Osimo)
- Genesio Calchi † (28 de mayo de 1714-20 de enero de 1720 falleció)
- Bernardino Guinigi † (20 de diciembre de 1723-13 de enero de 1729 falleció)
- Tommaso Cervioni † (7 de febrero de 1729-21 de mayo de 1731 renunció[nota 12])
- Fabio de Colloredo, C.O. † (19 de noviembre de 1731-15 de noviembre de 1742 falleció)
- Giuseppe Palma † (28 de enero de 1743-31 de octubre de 1761 falleció)
  - Vincenzo Torre † (5 de febrero de 1762-11 de marzo de 1763 falleció) (arzobispo electo)
- Giovanni Domenico Mansi, O.M.D. † (9 de abril de 1764-27 de septiembre de 1769 falleció)
- Martino Bianchi † (12 de marzo de 1770-26 de diciembre de 1788 falleció)
  - Paolino Francesco Bertolini † (1789-1789 renunció) (arzobispo electo)
- Filippo Sardi † (3 de agosto de 1789-8 de marzo de 1826 falleció)
- Giuseppe De Nobili † (3 de julio de 1826-29 de marzo de 1836 falleció)
- Giovanni Domenico Stefanelli, O.P. † (11 de julio de 1836-18 de diciembre de 1844 renunció[nota 13])
- Pierluigi Pera † (21 de abril de 1845-8 de julio de 1846 falleció)
  - Sede vacante (1846-1849)
- Giulio Arrigoni † (5 de noviembre de 1849-10 de enero de 1875 falleció)
- Nicola Ghilardi † (15 de marzo de 1875-20 de julio de 1904 falleció)
- Benedetto Lorenzelli † (14 de noviembre de 1904-29 de abril de 1910 renunció)
- Arturo Marchi † (29 de abril de 1910-4 de febrero de 1928 falleció)
- Antonio Torrini † (15 de junio de 1928-20 de enero de 1973 falleció)
- Enrico Bartoletti † (20 de enero de 1973 por sucesión-25 de marzo de 1973 renunció)
- Giuliano Agresti † (25 de marzo de 1973-18 de septiembre de 1990 falleció)
- Bruno Tommasi † (20 de marzo de 1991-22 de enero de 2005 retirado)
- Benvenuto Italo Castellani (22 de enero de 2005 por sucesión-19 de enero de 2019 retirado)
- Paolo Giulietti, desde el 19 de enero de 2019